# Volta Ciclista a Catalunya 1987
La Volta Ciclista a Catalunya 1987, sessantasettesima edizione della corsa, si svolse in otto tappe, l'ultima suddivisa in due semitappe, precedute da un prologo, dal 9 al 17 settembre 1987, per un percorso totale di 1367,9 km, con partenza da Sant Sadurní d'Anoia e arrivo a Castell-Platja d'Aro. La vittoria fu appannaggio dello spagnolo Álvaro Pino, che completò il percorso in 34h32'36", precedendo i connazionali Ángel Arroyo e Iñaki Gastón.

## Tappe
| Tappa  | Data         | Percorso                                                        | km     | Vincitore di tappa | Leader cl. generale |
| ------ | ------------ | --------------------------------------------------------------- | ------ | ------------------ | ------------------- |
| Pr.    | 9 settembre  | Sant Sadurní d'Anoia > Sant Sadurní d'Anoia (cron. individuale) | 4,8    | Sean Kelly         | Sean Kelly          |
| 1ª     | 10 settembre | Sant Sadurní d'Anoia > Tortosa                                  | 195,0  | Sean Kelly         | Sean Kelly          |
| 2ª     | 11 settembre | Tortosa > Salou                                                 | 165,4  | Stefan Joho        | Sean Kelly          |
| 3ª     | 12 settembre | Salou > Barcellona                                              | 150,0  | Daniele Caroli     | Sean Kelly          |
| 4ª     | 13 settembre | Barcellona > Lleida                                             | 182,8  | Maurizio Fondriest | Sean Kelly          |
| 5ª     | 14 settembre | Tuca Betren/Val d'Aran > Baqueira-Beret                         | 185,0  | Álvaro Pino        | Álvaro Pino         |
| 6ª     | 15 settembre | Tremp > Manresa                                                 | 173,4  | Jörg Müller        | Álvaro Pino         |
| 7ª     | 16 settembre | Manresa > Olot                                                  | 168,0  | Marino Alonso      | Álvaro Pino         |
| 8ª-1   | 17 settembre | Banyoles > Banyoles (cron. individuale)                         | 27,3   | Álvaro Pino        | Álvaro Pino         |
| 8ª-2   | 17 settembre | Banyoles > Castell-Platja d'Aro                                 | 116,2  | Jean-Claude Bagot  | Álvaro Pino         |
| Totale | Totale       | Totale                                                          | 1367,9 |                    |                     |

## Dettagli delle tappe

### Prologo
- 9 settembre : Sant Sadurní d'Anoia – Cronometro individuale – 4,8 km[1]

Risultati
| Pos. | Corridore    | Squadra | Tempo |
| ---- | ------------ | ------- | ----- |
| 1    | Sean Kelly   | KAS     | 5'36" |
| 2    | Iñaki Gastón | KAS     | a 8"  |
| 3    | Stefan Joho  | KAS     | a 10" |

| Pos. | Corridore    | Squadra | Tempo |
| ---- | ------------ | ------- | ----- |
| 1    | Sean Kelly   | KAS     | 5'36" |
| 2    | Iñaki Gastón | KAS     | a 8"  |
| 3    | Stefan Joho  | KAS     | a 10" |

### 1ª tappa
- 10 settembre : Sant Sadurní d'Anoia > Tortosa – 195,0 km[2]

Risultati
| Pos. | Corridore             | Squadra | Tempo    |
| ---- | --------------------- | ------- | -------- |
| 1    | Sean Kelly            | KAS     | 5h19'10" |
| 2    | Maurizio Fondriest    | Ecoflam | s.t.     |
| 3    | Juan Fernández Martín | Zahor   | s.t.     |

| Pos. | Corridore        | Squadra    | Tempo    |
| ---- | ---------------- | ---------- | -------- |
| 1    | Sean Kelly       | KAS        | 5h24'46" |
| 2    | Iñaki Gastón     | KAS        | a 16"    |
| 3    | Marino Lejarreta | Caja Rural | a 17"    |

### 2ª tappa
- 11 settembre : Tortosa > Salou – 165,4 km[3]

Risultati
| Pos. | Corridore              | Squadra    | Tempo    |
| ---- | ---------------------- | ---------- | -------- |
| 1    | Stefan Joho            | KAS        | 4h00'56" |
| 2    | Manuel Jorge Domínguez | BH         | s.t.     |
| 3    | Antoni Esparza         | Caja Rural | s.t.     |

| Pos. | Corridore          | Squadra | Tempo    |
| ---- | ------------------ | ------- | -------- |
| 1    | Sean Kelly         | KAS     | 9h25'42" |
| 2    | Iñaki Gastón       | KAS     | a 16"    |
| 3    | Maurizio Fondriest | Ecoflam | a 17"    |

### 3ª tappa
- 12 settembre : Salou > Barcellona – 150,0 km[4]

Risultati
| Pos. | Corridore      | Squadra | Tempo    |
| ---- | -------------- | ------- | -------- |
| 1    | Daniele Caroli | Ecoflam | 3h36'13" |
| 2    | Iñaki Gastón   | KAS     | s.t.     |
| 3    | Régis Clère    | Teka    | s.t.     |

| Pos. | Corridore    | Squadra | Tempo     |
| ---- | ------------ | ------- | --------- |
| 1    | Sean Kelly   | KAS     | 13h02'01" |
| 2    | Iñaki Gastón | KAS     | a 10"     |
| 3    | José Recio   | Kelme   | a 13"     |

### 4ª tappa
- 13 settembre : Barcellona > Lleida – 182,8 km[5]

Risultati
| Pos. | Corridore              | Squadra | Tempo    |
| ---- | ---------------------- | ------- | -------- |
| 1    | Maurizio Fondriest     | Ecoflam | 4h21'22" |
| 2    | Manuel Jorge Domínguez | BH      | s.t.     |
| 3    | Alfonso Gutiérrez      | Teka    | s.t.     |

| Pos. | Corridore    | Squadra | Tempo     |
| ---- | ------------ | ------- | --------- |
| 1    | Sean Kelly   | KAS     | 17h23'23" |
| 2    | Iñaki Gastón | KAS     | a 10"     |
| 3    | José Recio   | Kelme   | a 13"     |

### 5ª tappa
- 14 settembre : Tuca Betren/Val d'Aran > Baqueira-Beret – 185,0 km[6]

Risultati
| Pos. | Corridore               | Squadra    | Tempo    |
| ---- | ----------------------- | ---------- | -------- |
| 1    | Álvaro Pino             | BH         | 5h15'34" |
| 2    | Miguel Indurain         | Reynolds   | a 33"    |
| 3    | José Patrocinio Jiménez | Café de C. | s.t.     |

| Pos. | Corridore               | Squadra    | Tempo     |
| ---- | ----------------------- | ---------- | --------- |
| 1    | Álvaro Pino             | BH         | 22h39'19" |
| 2    | Edgar Corredor          | Café de C. | a 58"     |
| 3    | José Patrocinio Jiménez | Café de C. | a 1'10"   |

### 6ª tappa
- 15 settembre : Tremp > Manresa – 182,8 km[7]

Risultati
| Pos. | Corridore             | Squadra    | Tempo    |
| ---- | --------------------- | ---------- | -------- |
| 1    | Jörg Müller           | PDM        | 4h15'32" |
| 2    | Miquel Àngel Iglesias | Colchón CR | a 4'20"  |
| 3    | Maurizio Fondriest    | Ecoflam    | s.t.     |

| Pos. | Corridore               | Squadra    | Tempo     |
| ---- | ----------------------- | ---------- | --------- |
| 1    | Álvaro Pino             | BH         | 26h59'11" |
| 2    | Edgar Corredor          | Café de C. | a 58"     |
| 3    | José Patrocinio Jiménez | Café de C. | a 1'10"   |

### 7ª tappa
- 16 settembre : Manresa > Olot – 168,0 km[8]

Risultati
| Pos. | Corridore        | Squadra    | Tempo    |
| ---- | ---------------- | ---------- | -------- |
| 1    | Marino Alonso    | Teka       | 4h16'32" |
| 2    | Sean Kelly       | KAS        | a 3'32"  |
| 3    | Marino Lejarreta | Caja Rural | s.t.     |

| Pos. | Corridore      | Squadra    | Tempo     |
| ---- | -------------- | ---------- | --------- |
| 1    | Álvaro Pino    | BH         | 26h59'11" |
| 2    | Iñaki Gastón   | KAS        | a 1'20"   |
| 3    | Edgar Corredor | Café de C. | a 1'30"   |

### 8ª tappa, 1ª semitappa
- 17 settembre : Banyoles – Cronometro individuale – 27,3 km[9]

Risultati
| Pos. | Corridore       | Squadra  | Tempo  |
| ---- | --------------- | -------- | ------ |
| 1    | Álvaro Pino     | BH       | 34'53" |
| 2    | Miguel Indurain | Reynolds | a 13"  |
| 3    | Sean Kelly      | KAS      | a 33"  |

### 8ª tappa, 2ª semitappa
- 17 settembre : Banyoles > Castell-Platja d'Aro – 116,2 km[10]

Risultati
| Pos. | Corridore             | Squadra    | Tempo    |
| ---- | --------------------- | ---------- | -------- |
| 1    | Jean-Claude Bagot     | Teka       | 2h36'45" |
| 2    | Miquel Àngel Iglesias | Colchón CR | a 1'47"  |
| 3    | Pello Ruiz Cabestany  | Caja Rural | s.t.     |

| Pos. | Corridore    | Squadra  | Tempo     |
| ---- | ------------ | -------- | --------- |
| 1    | Álvaro Pino  | BH       | 34h32'36" |
| 2    | Ángel Arroyo | Reynolds | a 2'43"   |
| 3    | Iñaki Gastón | KAS      | a 3'26"   |

## Classifiche finali

### Classifica generale
| Pos. | Corridore        | Squadra      | Tempo     |
| ---- | ---------------- | ------------ | --------- |
| 1    | Álvaro Pino      | BH           | 34h32'36" |
| 2    | Ángel Arroyo     | Reynolds     | a 2'43"   |
| 3    | Iñaki Gastón     | KAS          | a 3'26"   |
| 4    | Edgar Corredor   | Café de Col. | a 3'43"   |
| 5    | Sean Kelly       | KAS          | a 3'44"   |
| 6    | Laurent Fignon   | Système U    | a 3'58"   |
| 7    | Pedro Delgado    | PDM-Concorde | a 4'13"   |
| 8    | José Recio       | Kelme        | a 4'39"   |
| 9    | Marino Lejarreta | Caja Rural   | a 4'58"   |
| 10   | Pedro Muñoz      | Fagor-MBK    | a 5'02"   |

### Classifica a punti
| Pos. | Corridore          | Squadra | Punti |
| ---- | ------------------ | ------- | ----- |
| 1    | Sean Kelly         | KAS     | 97    |
| 2    | Maurizio Fondriest | Ecoflam | 78    |
| 3    | Iñaki Gastón       | KAS     | 60    |

### Classifica scalatori
| Pos. | Corridore    | Squadra   | Punti |
| ---- | ------------ | --------- | ----- |
| 1    | Pedro Muñoz  | Fagor-MBK | 38    |
| 2    | Álvaro Pino  | BH        | 37    |
| 3    | Iñaki Gastón | KAS       | 22    |

### Classifica sprint
| Pos. | Corridore          | Squadra   | Punti |
| ---- | ------------------ | --------- | ----- |
| 1    | Sabino Angoitia    | Zahor     | 17    |
| 2    | Jesús Suárez Cueva | Zahor     | 6     |
| 3    | Pascal Poisson     | Système U | 6     |

### Classifica squadre
| Pos. | Squadra                    | Tempo      |
| ---- | -------------------------- | ---------- |
| 1    | Reynolds-Seur-TS Batteries | 103h50'37" |
| 2    | BH                         | a 19"      |
| 3    | Café de Colombia           | a 1'22"    |